# Max A. Tönjes
Max A. Tönjes (* 1882; † 1940) war ein deutscher Journalist und Sachbuch-Autor. Er wurde als „[...] Urtyp des Hannoveraners“ beschrieben.

## Leben
Max A. Tönjes wurde in der Gründerzeit des Deutschen Kaiserreichs geboren. Nach seinem Schulbesuch studierte er Architektur.
Privat erfüllte Tönjes dann jedoch „[...] eine dankbar-verehrungsvolle Freundschaft zu Hermann Löns, der ihn zum Journalismus führte“. Nach einem Volontariat bei der Hannoverschen Allgemeinen Zeitung wurde er 1904 Redakteur beim Hannoverschen Tageblatt, für das Feuilleton.
Nach dem Ersten Weltkrieg veröffentlichte Tönjes 1919 eine „[...] kurzgefasste Gesamtdarstellung“ über diesen Krieg, die Teil der Weltkriegssammlung der Deutschen Nationalbibliothek (DNB) wurde.
Ab 1920 engagierte sich Tönjes im Reichsverband der Deutschen Presse (RDP). Ebenfalls während der Weimarer Republik übernahm Tönjes die Aufgaben des Vorsitzenden des Vereins Niedersächsische Presse.
In seiner 1925 erschienenen Schrift Die kulturellen Aufgaben des Bauerntums, einer Zusammenstellung von Zeitschriftenaufsätzen, vertritt Tönjes ein „völkisch-agrarische[s] Programm zur Rechtfertigung eines «gesunden Fortschritts»“, einschließlich „fremdenfeindliche[r] Diffamierungen“ und offenen Rassismus. Er verknüpft darin, auf Löns-Zitate zurückgreifend, Volkstumsideologie und Heimatschutzbewegung.
1930 übernahm Tönjes gemeinsam mit dem seit 1928 als Verlagsleiter tätigen Emil Engelbrecht die Geschäftsführung der Schlüterschen Verlagsgesellschaft.
Zur Zeit des Nationalsozialismus übernahm Tönjes 1934 die Hauptschriftleitung des Hannoverschen Tageblatts.
Max A. Tönjes war einer der Mitbegründer der Löns-Gedächtnis-Stiftung mit Sitz in Hannover, einer der Vorläuferinnen des heutigen Verbandes der Hermann-Löns-Kreise in Deutschland und Österreich.

## Schriften (Auswahl)
- Das Lönsbuch [in mehreren Ausgaben und mit verschiedenen Untertiteln]:
  - Novellen, Natur- und Jagdschilderungen, Heidebilder, Märchen und Tiergeschichten. Mit einem Lebensbild des Dichters, 17. Tausend, 169 Seiten in Frakturschrift, Hannover: Gersbach, 1916
  - Erzählungen, Tier- und Jagdgeschichten, Naturschilderungen. Hermann Löns. Mit der Kriegsschilderung: Mein Kamerad Löns von Max A. Tönjes, Feldausgabe mit 197 Seiten, Bad Pyrmont: Gersbach, 1942
- Der Weltkrieg. Kurzgefaßte Gesamtdarstellung, 330 Seiten, Hannover: Gersbach, [o. D., 1919], Inhaltsverzeichnis
- Deutsche Fürsten in der Verbannung / von Diogenes, 16 Seiten, Hannover: Czwiertnia, 1919
- Deutschlands wirtschaftlicher Wiederaufbau, 32 Seiten, Hannover: Czwiertnia, 1920
- Die kulturellen Aufgaben des Bauerntums (= Schriftenvertrieb [der Reichslandbund]; Heft 22), 15 Seiten, Berlin SW. 11, Dessauer Straße 26: Reichs-Landbund-Verlag, 1925
- Lebensweisheiten von Hermann Löns. Zusammengestellt aus seinen Werken von Max A. Tönjes, 67 Seiten, Hannover: A. Sponholtz Verlag, [1927]
- Frau Döllmer / Hermann Löns. Humoristisch-satirische Plaudereien von Fritz von der Leine. Buchschmuck [Abbildung] von Richard Schlösser, mit einer Einführung von Max A. Tönjes, 93 Seiten, Bad Pyrmont: F. Gersbach, 1928

## Archivalien
Archivalien von und über Max A. Tönjes finden sich beispielsweise
- als Dokument unter dem Titel Schlütersche Buchdruckerei K.-G., Verlag und Buchdruckerei, Pers. haft. Gesellsch. Emil Engelbrecht und Max A. Tönjes, Hannover aus dem Zeitraum von 1937 bis 1950; im Sächsischen Staatsarchiv, Archivalie 21765 Börsenverein der Deutschen Buchhändler zu Leipzig (I), Signatur Nr. F 12193, zu bestellen im Staatsarchiv Leipzig[8]